# Oak Grove (contea di Washington, Tennessee)
Oak Grove è un census-designated place (CDP) degli Stati Uniti d'America, situato nello stato del Tennessee, nella contea di Washington.